# عسل‌خوار رخ‌زرد

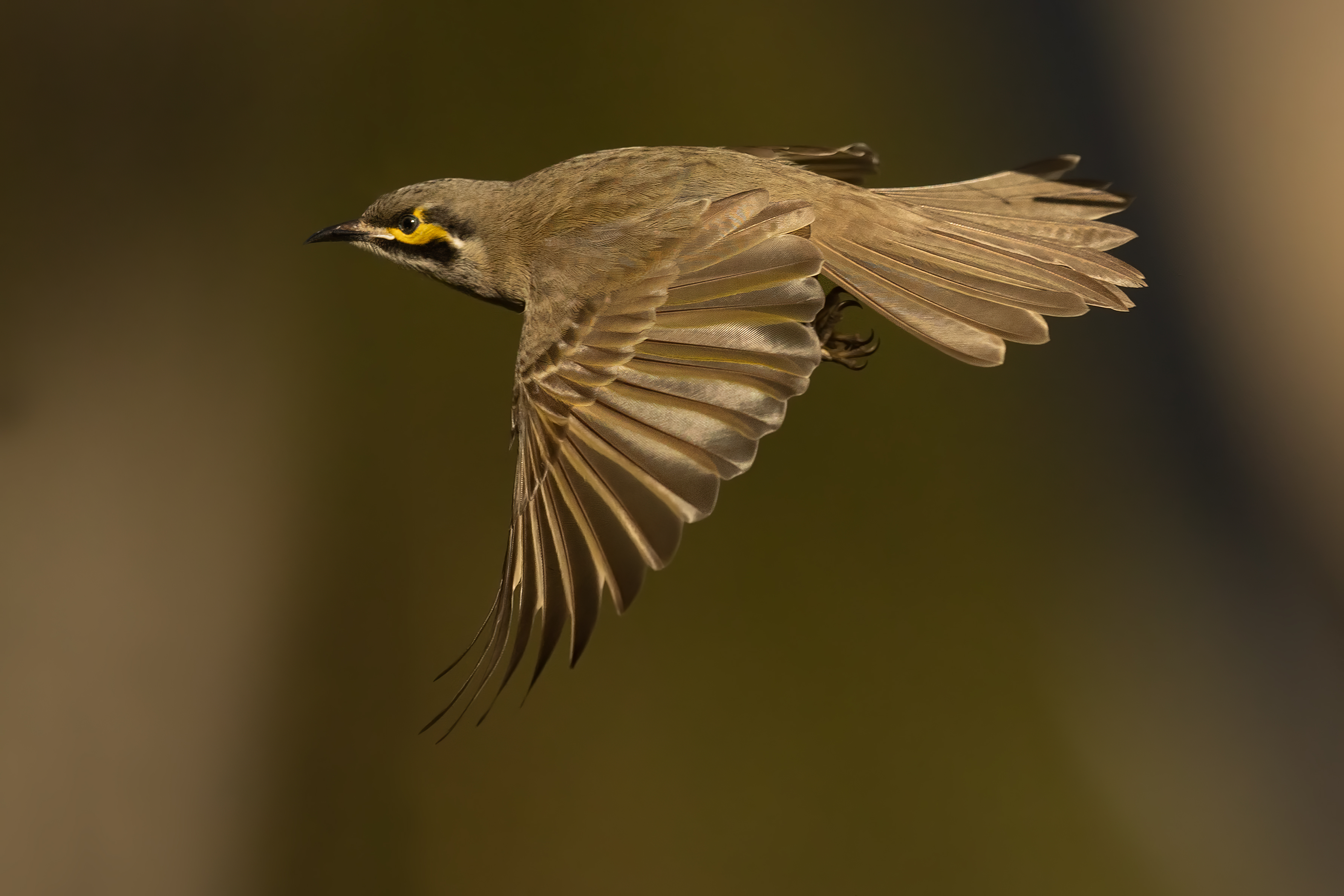
عسل‌خوار رخ‌زرد در حال پرواز. این پرنده که بومی جنوب‌شرقی استرالیا است، نخستین‌بار در سال ۱۸۰۱ میلادی، توصیف‌ علمی شد.

عسل‌خوار رخ‌زرد (نام علمی: Caligavis chrysops) نام یک گونه از خانواده عسل‌خوار است. این گونه در میان عسل‌خواران کوچک تا متوسط اندام محسوب می‌شود. این پرنده نام علمی و معمولی‌اش را از علامت‌های زردرنگ کناره‌های سرش گرفته است. صدای بلند و واضح آن معمولاً ۲۰ یا ۳۰ دقیقه قبل از طلوع آفتاب آغاز می‌شود. 